# Стримба (річка)
Стри́мба — річка в Україні, у межах Надвірнянського і Тисменицького районів Івано-Франківської області. Ліва притока Ворони (басейн Дністра).

## Опис
Довжина Стримби 44 км, площа басейну 130 км². Річкова долина асиметрична, з високими правими і пологими лівими схилами. Річище помірно звивисте, є перекати. Похил річки 4 м/км. У нижній течії зведено ставки.

## Розташування
Утворюється злиттям потоків Великої Стримби і Малої Стримби, що на південь від м. Надвірної та на схід від с. Стримби. Витоки потоків розташовані на південно-східних відрогах Ґорнанів, у межиріччі Пруту і Бистриці Надвірнянської. Стримба тече територією Станіславської улоговини переважно на північний схід, впадає у Ворону на південному сході від м. Тисмениці в с. Пшеничниках. 
Найбільша притока: Унява (ліва).
- Стримба протікає через м. Надвірну, а також декілька сіл, через що її екологічний стан незадовільний.